# Балтия (автодорога)

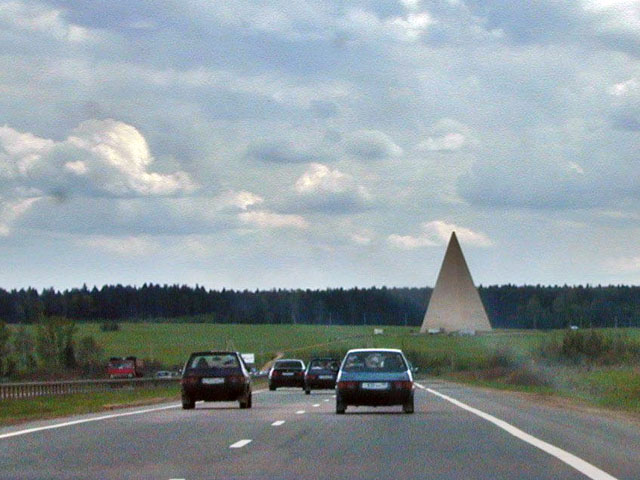
38 километр шоссе, 2004 год. Справа — пирамида Голода

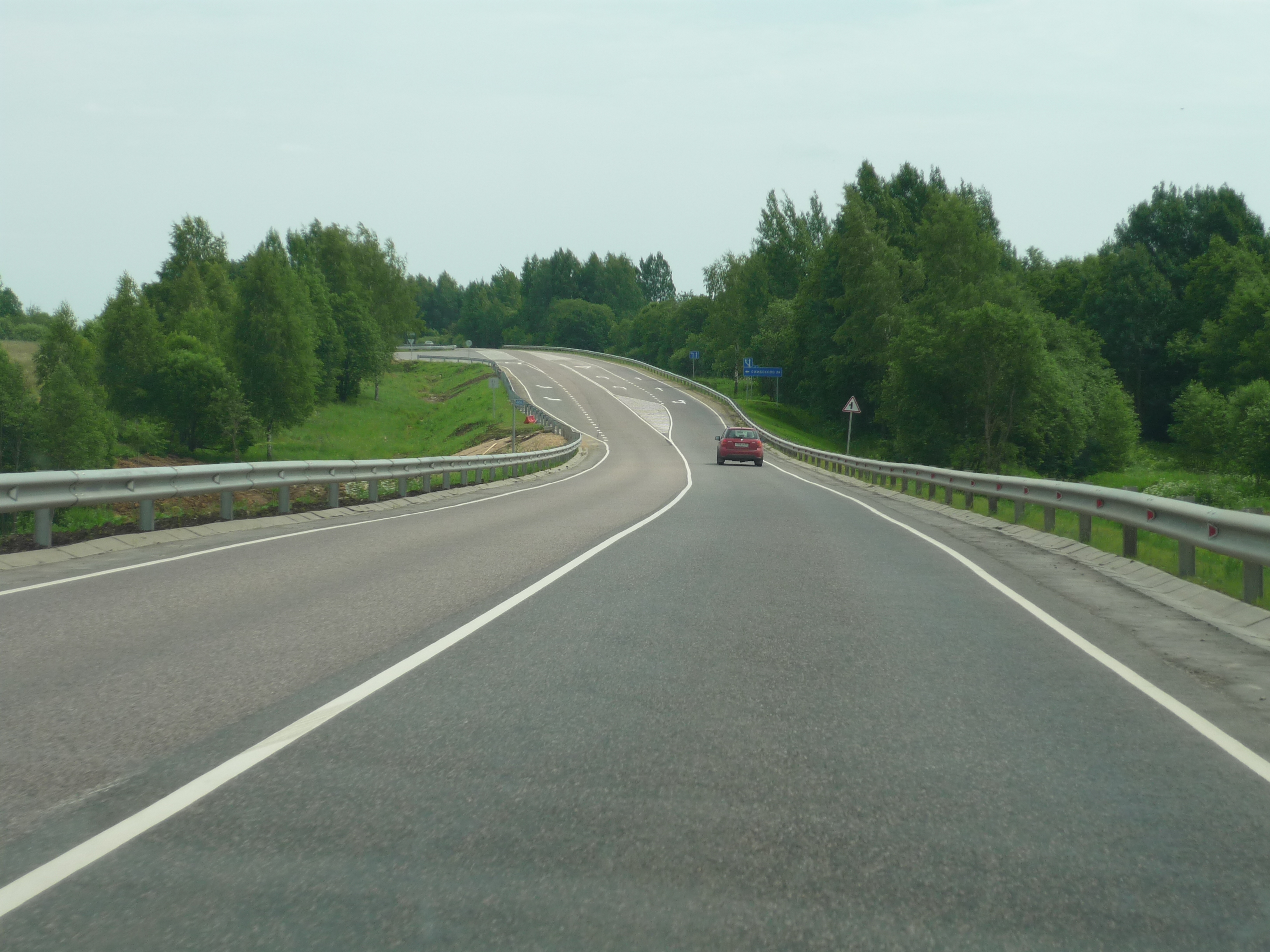
Вид автодороги в Зубцовском районе Тверской области, июнь 2009 года

Федеральная автомобильная дорога М9 «Ба́лтия» — автомобильная дорога федерального значения Москва — Волоколамск — государственная граница с Латвией (МАПП «Бурачки»), далее переходит в латвийскую автодорогу A12. Часть европейского маршрута E 22. Протяжённость трассы — около 597 км.

## История
Маршрут Москва — Великие Луки — Резекне — Екабпилс в советское время до середины 1980-х годов имел номер 11.

## Маршрут
Магистраль М9 начинается на северо-западе Москвы от МКАД как продолжение Краснопресненского проспекта, далее проходит по территории Московской, Тверской и Псковской областей. До открытия движения по Новорижскому шоссе в 1990 году магистраль проходила по старой Волоколамской дороге (через Красногорск, Дедовск и Истру).
До декабря 2007 года, когда был открыт участок Краснопресненского проспекта с Живописным мостом и Серебряноборским тоннелем, М-9 была единственной федеральной трассой, не связанной напрямую с центром Москвы соответствующей городской вылетной магистралью: дорога долгое время упиралась во МКАД.
От МКАД до Волоколамска трасса представляет собой классическую автомагистраль с разделительной полосой, отсутствием пересечений с другими транспортными путями в одном уровне и соответствующим скоростным режимом.
Трасса сдана в эксплуатацию в конце 1980-х годов (за исключением участка от МКАД до развязки с Ильинским шоссе, введённого в эксплуатацию в середине 90-х гг.) и носит название Новорижского шоссе.
После Волоколамска дорожное полотно сужается до одной полосы в каждую сторону, разделительная полоса отсутствует.

## Реконструкция и развитие

### Московская область
По состоянию на сентябрь 2016 года, завершена реконструкция автомобильной дороги: на участке от 17 км (пересечение с МКАД) до 50 км (пересечение с А107 Малой бетонкой) проложено 8 полос (по 4 в каждую сторону), на участке от 50 км (пересечение с А107 Малой бетонкой) до пересечения с А108 Большой бетонкой проложено 6 полос (по 3 в каждую сторону).

### Тверская и Псковская область
До границы с Тверской областью (159 км) дорога двухполосная с широкой асфальтированной обочиной, после въезда в Тверскую область дорога сужается, обочина неасфальтированная, до 195 км отремонтирована в 2011—2012 году. На участке 195—210 км полотно в удовлетворительном состоянии.
В настоящее время работы по ремонту трассы продолжаются. К примеру, осенью 2014 года участок трассы М-9 «Балтия» в Тверской области (158 км — 419 км), находящийся в оперативном управлении ФКУ «Упрдор „Россия“», будет приведен в нормативное состояние.
Основной автомобильный поток следует до Великих Лук, дальше основную часть потока составляет большегрузный транспорт. Трасса проходит в стороне от крупных населенных пунктов (после Ржева), придорожный сервис на 373 км, 432 км (Кунья), Великие Луки, Новосокольники, Пустошка.

Капитальный ремонт магистрали
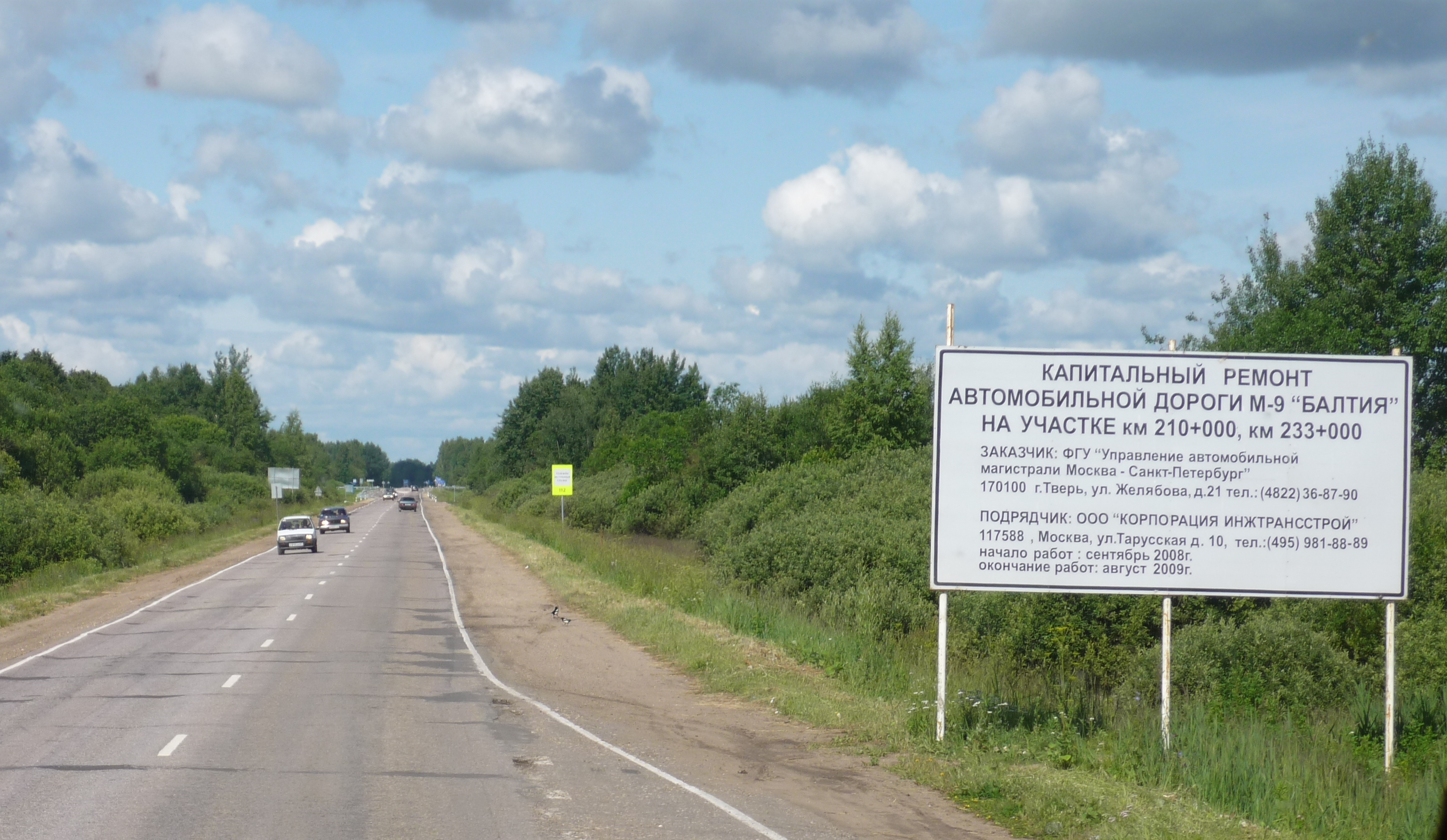
Информация о капитальном ремонте
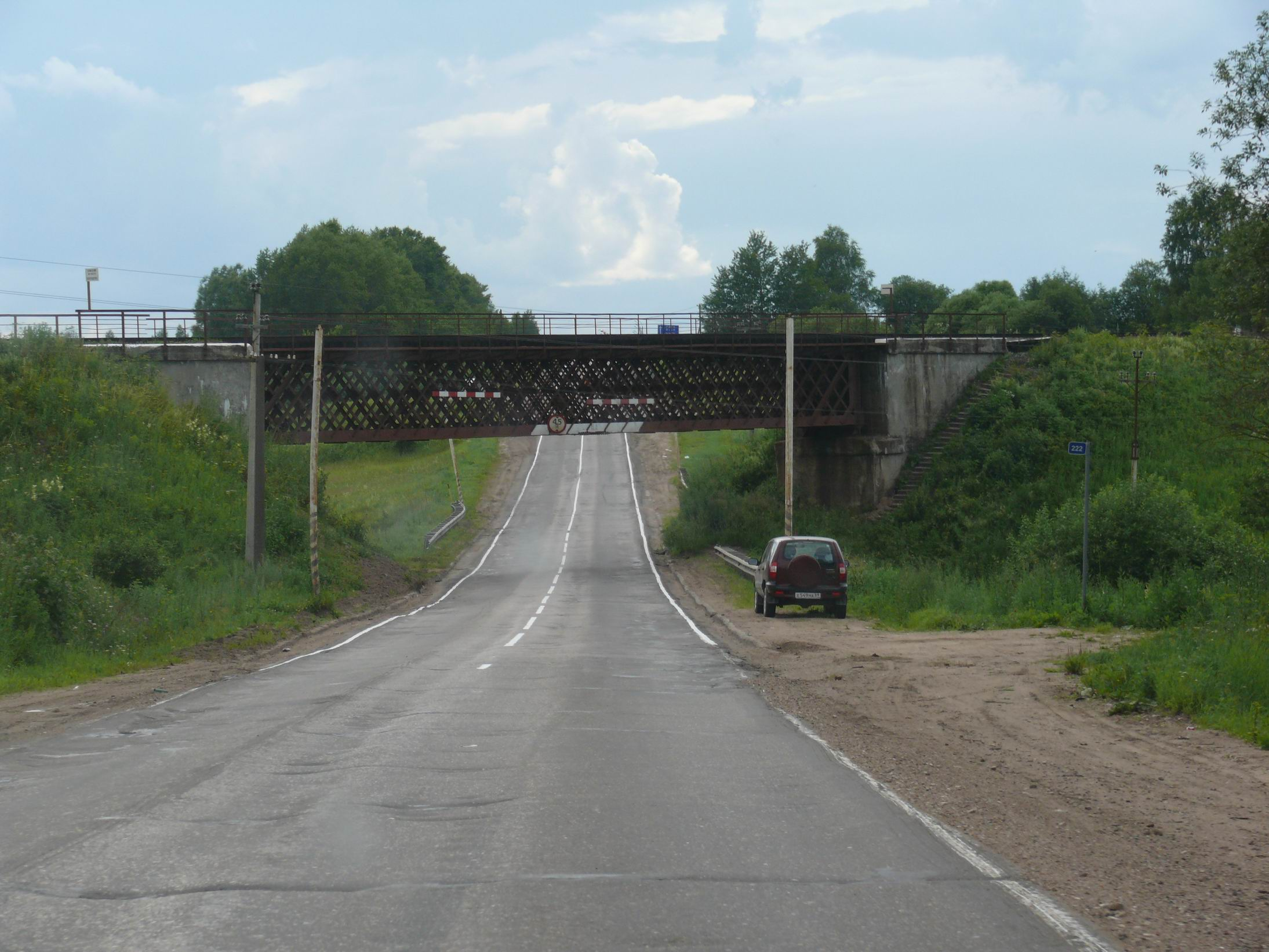
Вид магистрали на 222 км, около Ржева до капитального ремонта
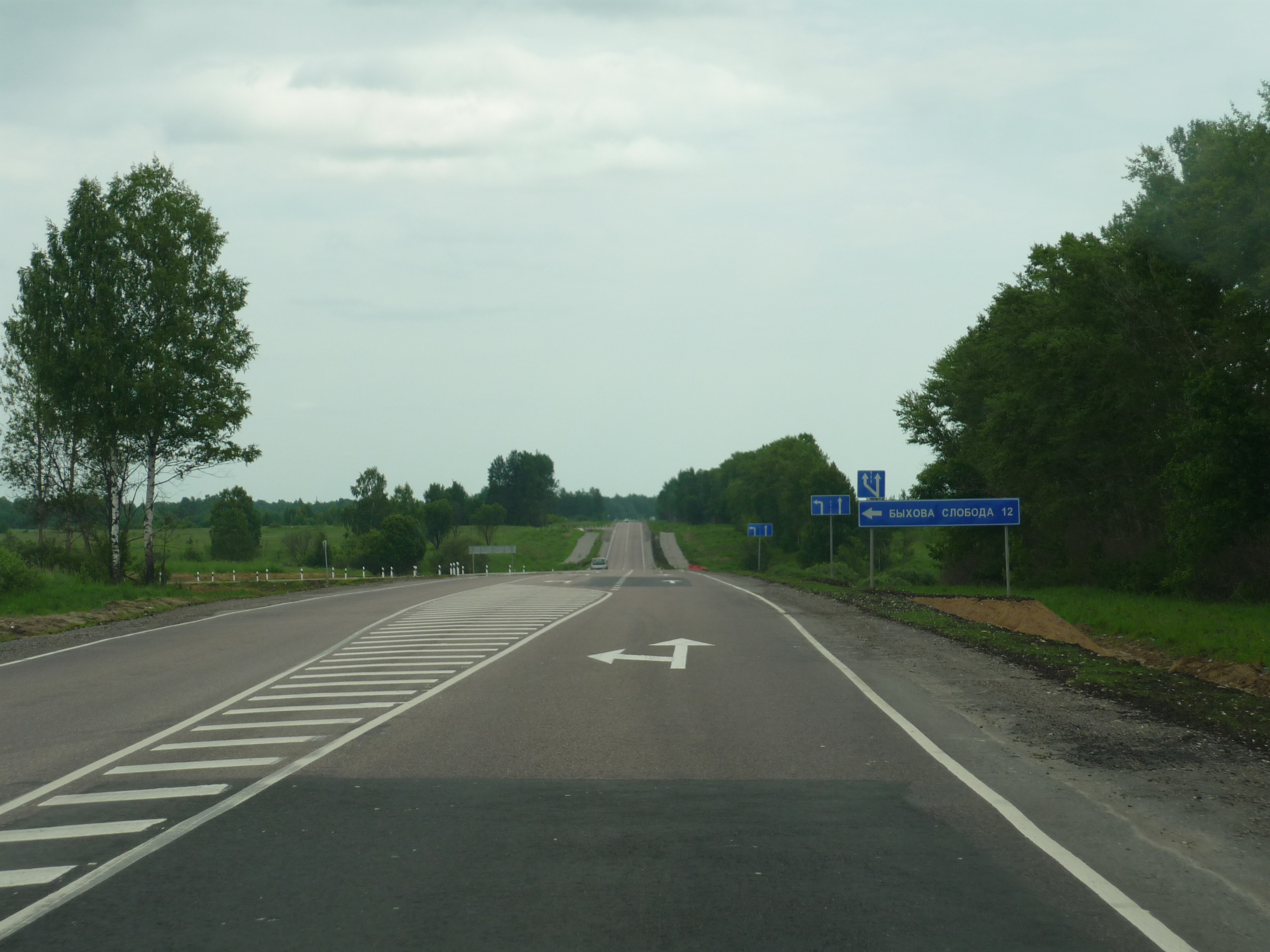
Трасса в Ржевском районе после капитального ремонта
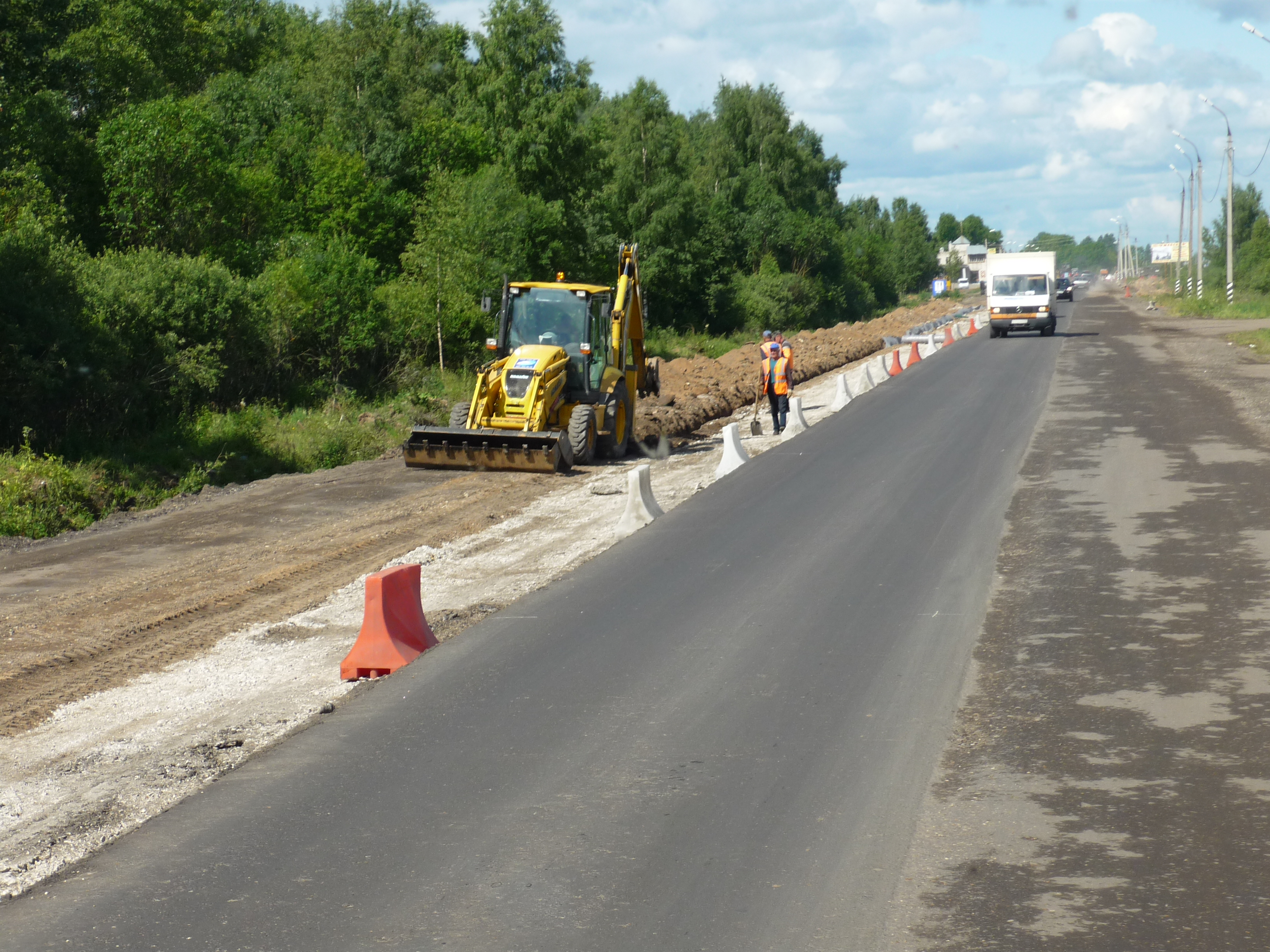
Ремонт около Ржева в процессе

4 мая 2025 года зампред правительства Марат Хуснуллин заявил о завершении масштабных ремонтных работ на трассе. Специально к 80-летию Победы в Великой Отечественной войне дорога по всему маршруту от Москвы до Ржевского мемориала Советскому солдату была расширена до четырёх и более полос движения. Отмечается, что основные работы проходили на участке 158 км – 229 км и велись параллельно сразу на нескольких отрезках.

## Схема маршрута
- Псковская область
  -  A12 МАПП «Бурачки»;
  - Заситино;

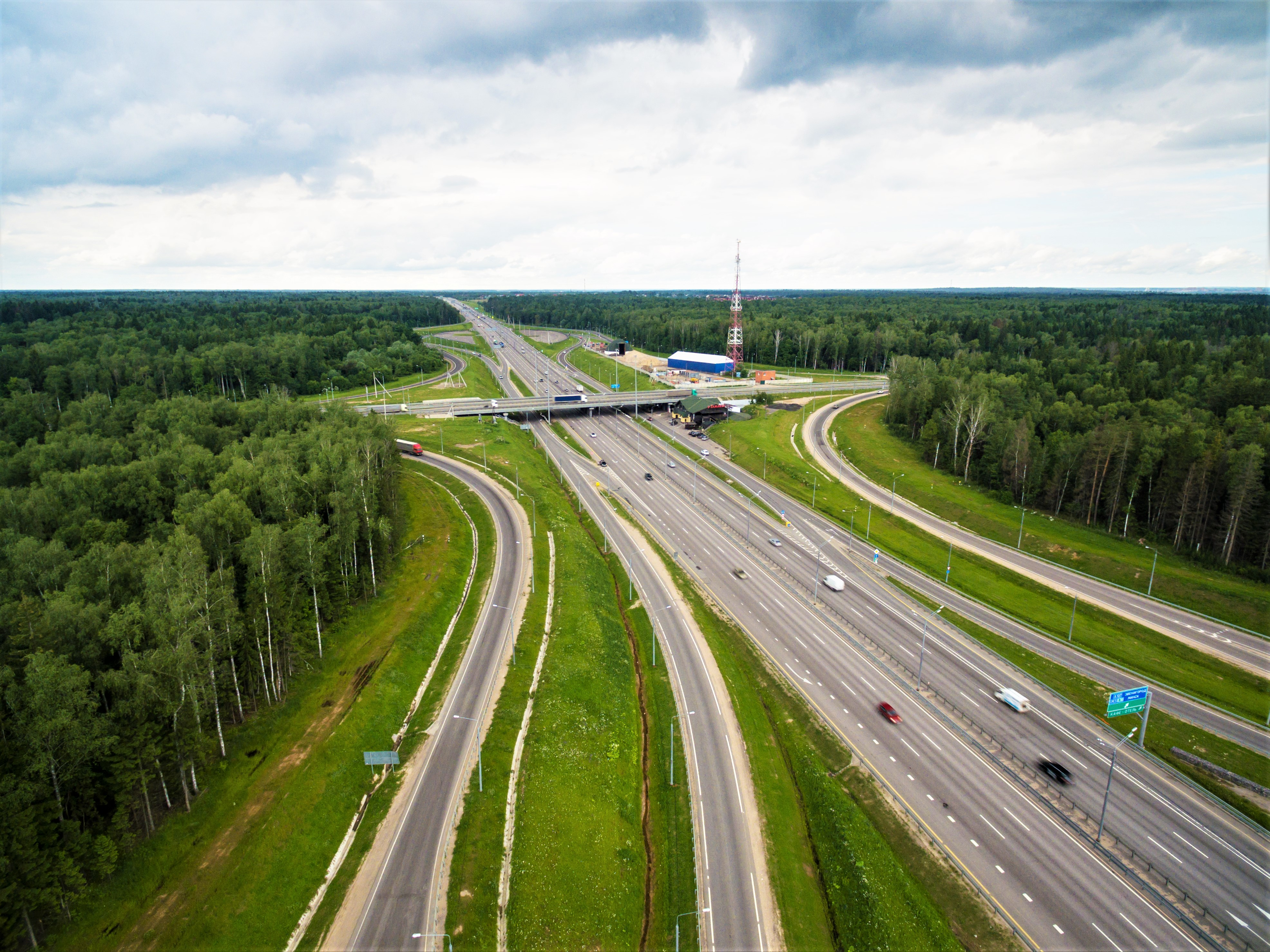
Трасса М-9 в Московской области 2017 год

  -  Мост через реку Иссу (≈45 м);
  -  Тыловой КПП «Исса» (проезд в сторону границы только при наличии пропуска или документов для пересечения границы);
  -  А117;
  -  (600 м) Идрица;
  -  Мост через реку Неведрянку (≈50 м);
  -  М20;
  - Новосокольники;
  -  Мост через реку Ловать (≈90 м);
  -  Р51 (≈1,6 км) Великие Луки;
  - Великие Луки  Р51;
  -  Мост через реку Крупицу;
  -  Мост через реку Кунью;
  - Кунья;
- Тверская область
  -  Торопец;
  -  Мост через реку Торопу (≈60 м);
  -  Мемориал сожжённым деревням в 1941 г.[6];
  -  Мост через реку Западную Двину (≈75 м);
  -  Мост через реку Велесу (≈45 м);
  -  Мост через реку Межу (≈90 м);
  -  Р136;
  -  (3 км) Нелидово;
  -  (3,5 км) Мирный;
  -  Ржевский мемориал Советскому солдату;
  - Ржев  28К-0576 на Тверь и федеральную дорогу М10 «Россия»;
  - Зубцов;
    -  Мост через реку Вазузу (≈150 м);

  -  Мост через реку Держу (≈70 м);
  -  Памятник «Катюше»;
  - Погорелое Городище;
  -  (670 м) Аэродром Орловка;
- Московская область
  - Княжьи Горы;
  - Шаховская  Р90;
  - Волоколамск  Р108;
  -  ; Волоколамское шоссе
  -  (3,1 км) Сычёво, автодром Moscow Raceway;
  - Новопетровское  А108 (Большая бетонка, Московское большое кольцо);
  -  (2 км) Румянцево, Первомайское;
  -  Мост через реку Молодильню (≈55 м);
  -  (700 м) Веретёнки, Лужки, Онуфриево;
  -  (1,6 км) Кострово;
  -  Мост через реку Малую Истру;
  -  (8 км) Истра;
  -  А107 (Малая бетонка, Московское малое кольцо);
  - Покровское;
  -  Павловская Слобода;
  -  Пирамида Голода;
  - Ивановское;
  -  Мост через реку Истру;
  -  на север: Веледниково; на юг: Истру;
  - Бузланово;
  -  на север: Николо-Урюпино; на юг: Глухово;
  -  на север: Новый; на юг:  Архангельское;
  - Красногорск  Ильинское шоссе;
  -  Мост через Москву-реку (385 м);
  -  МКАД- Запад Москва.

## Общие сведения
Дорога проходит в условиях слабохолмистой местности, на отдельных участках — лесисто-болотистой. Температурные условия на дороге в основном одинаковые, средняя температура января −10 °C, июля +18 °C.
Дорога пересекает крупные реки Истру (у г. Истры), Вазузу (в г. Зубцове), Межу (у г. Нелидова), Велесу и Западную Двину (у г. Западной Двины), Торопу (у г. Старая Торопы), Ловать (у г. Великих Лук).

## Загородная недвижимость и коттеджный бум

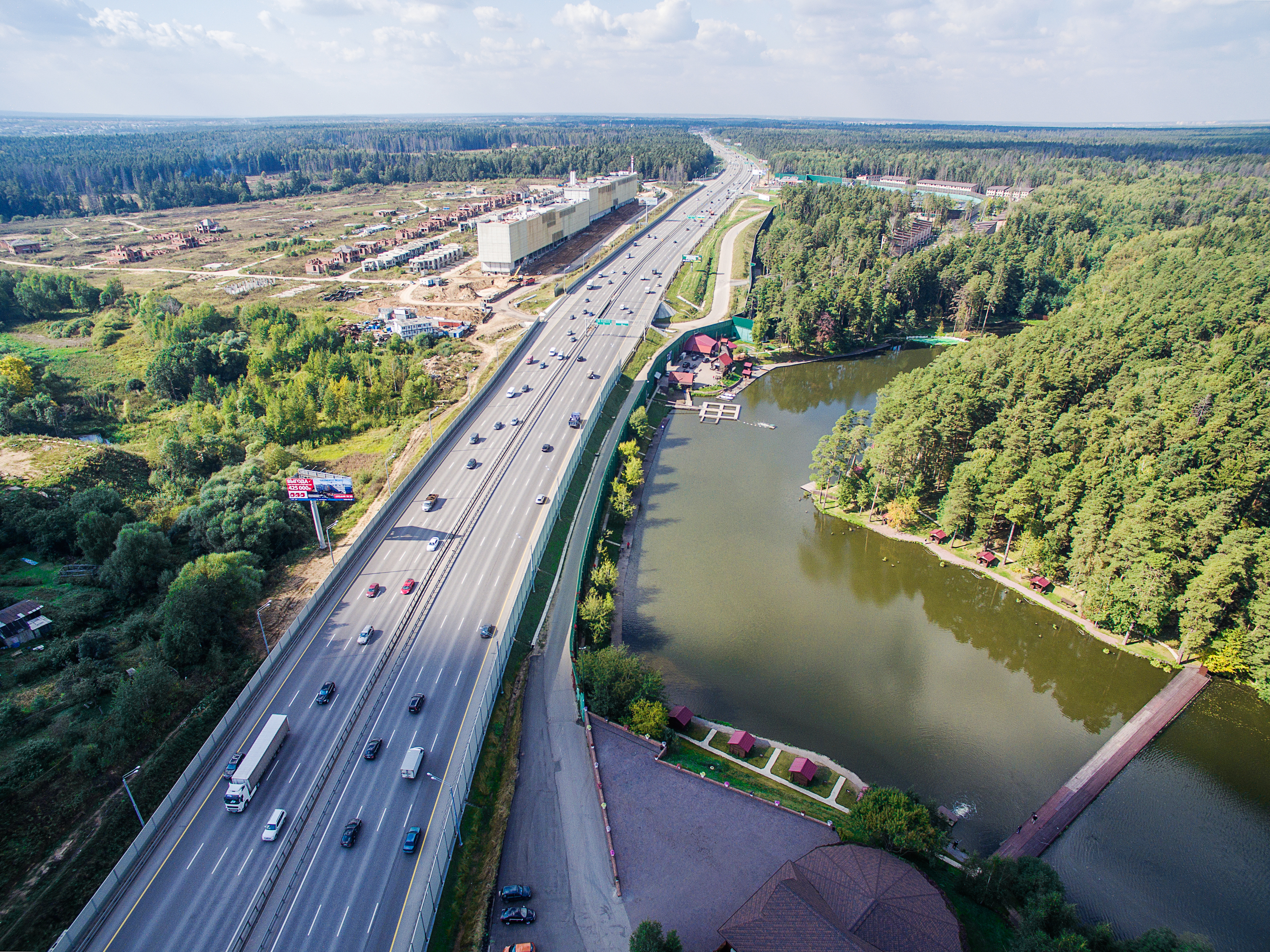
Строительство вдоль трассы

В Московской области — это второе по популярности и дороговизне направление, после Рублевки, у покупателей дач, земельных участков и частных домовладений, где вблизи Москвы с начала XXI века активно строятся так называемые «элитные коттеджные поселки», а цена сотки земли с 2004 года по 2007 год увеличилась в несколько раз.
С начала XXI века здесь активно строятся коттеджные и дачные посёлки. При участии девелоперов этих посёлков построены развязка на 19-м километре и эстакада на 25-м километре от МКАД, на бюджетные деньги построена Николо-Урюпинская развязка на 10-м километре от столицы.
В российских СМИ, среди покупателей и продавцов подмосковной загородной недвижимости употребляется жаргонное название этой магистрали Новая Рига или Новорига. Также популярно созвучное название «Нуворишское шоссе». Одна из рубрик газеты «На Рублевке», посвященная обитателям коттеджных поселков на Новорижском шоссе называется «Новая Рига».
В СМИ звучат мнения, что Новорижское шоссе становится второй Рублевкой и её основным конкурентом. В пригороде Москвы в районе шоссе появились два крупных гольф-клуба, площадки для частных вертолетов и мотодельтапланов, растет инфраструктура для богатых жителей, строится аквапарк.